# Blaue Hörner
Die Blauen Hörner (georgisch ცისფერყანწელები Zisperqanzelebi; abgeleitet von Trinkhorn) waren eine Gruppe junger georgischer Schriftsteller. Sie spielte eine wichtige Rolle bei der Erneuerung der georgischen Literatur. Ihre avantgardistischen Gedichte wurden durch Übersetzungen Boris Pasternaks bekannt.

## Geschichte
Gegründet wurden die Blauen Hörner 1915 im Café Chimerioni (dt. Café-Trugbild) im Haus der Georgischen Künstlergesellschaft am Rustaweli-Boulevard in Tiflis, im Souterrain des heutigen Rustaweli-Theaters. Inspirator der Gruppe war der vom Studium in Deutschland zurückgekehrte Dichter Grigol Robakidse. Zum Gründerkreis gehörten außerdem Paolo Iaschwili, Tizian Tabidse, Galaktion Tabidse, Nikolo Mizischwili, Kolau Nadiradse und Walerian Gaprindaschwili.
Die 13-köpfige Gruppe gab die Wochenzeitung Bachtrioni (deutsch Die Barrikade), später auch die Zeitschriften Traumgazellen und Rubikon heraus, machte durch radikale literarische Experimente von sich reden. Ihr Ziel war es, die traditionelle georgische Kultur mit Moderne und Technik zu verbinden. Zunächst fühlten sie sich dem Symbolismus verpflichtet, später schlossen sie sich dem Dadaismus an. Die neuen Freiheiten in der Demokratischen Republik Georgien gaben der Gruppe ab 1918 starken Auftrieb.
Nach der Besetzung Georgiens durch die Rote Armee 1921 gerieten die literarischen Avantgardisten unter Druck. Paolo Iaschwili und Tizian Tabidse hatten die kommunistischen Truppen bei ihrem Einmarsch in Tiflis noch mit roten Nelken begrüßt. Robakidse beteiligte sich 1924 an der anti-sowjetischen Befreiungsbewegung, emigrierte 1931 nach Deutschland. Ende der 1920er Jahre wandten sich die Blauen Hörner vom Symbolismus ab, suchten Zuflucht in einem staatlich geduldeten, patriotisch orientierten Realismus: „Wir geben unser Herz unserem Land.“
Während der Stalinschen Säuberungen wurden viele Mitglieder der Gruppe verhaftet. Paolo Iaschwili erschoss sich im Juli 1937 mit einem Jagdgewehr im Gebäude der georgischen Schriftstellergewerkschaft. Die Gewerkschaft hatte ihn der antisozialen Umtriebe für schuldig befunden und so seine Existenz vernichtet. Tizian Tabidse wurde auf Anweisung des transkaukasischen KP-Chefs Lawrenti Beria im gleichen Jahr zu Tode gefoltert. Im Verhör nach seinem trotzkistischen Komplizen befragt, gab er den Namen eines georgischen Schriftstellers aus dem 18. Jahrhundert an. Nikolo Mizischwili wurde ebenfalls 1937 zum Tode verurteilt und erschossen.
Kolau Nadiradse entkam den Säuberungen nur durch einen Zufall: Sein Vernehmer wurde noch vor dem Prozess selbst inhaftiert. Nadiradse entschloss sich für Jahrzehnte zum Konformismus gegenüber der Kommunistischen Partei. Seine wahre Einstellung schilderte er in einem Gedicht:

„Es fiel Schnee, ganz Tbilisi war zugedeckt mit einem weißen Leichentuch. Sioni schwieg, und es schwieg das Volk. Auf einem schwarzen Pferd kam mit rotem Banner und Sichel der Tod.“

## Werke
- Ein Schluck aus dem blauen Trinkhorn: Gedichte des georgischen Symbolismus. M. Saladse u. A. Korn, Wien 1994.
- Poety Gruzii. V perevodah B. L. Pasternaka i H. S. Tihonova. Vstupitelnaja statja, redaktsia i slovar Nikolo Mitsishvili, Tiflis 1935.
- Nikolo Mitsishvili: Izbrannoe. Sabchota Sakartvelo, Tbilisi 1971.
- Kolau Nadiradze: Odnotomnik. Merani, Tbilisi 1971.
- Kolau Nadiradze: Tbilisskoe utro: stikhi. Sovetskii pisatel, Moskva 1977.
- Kolau Nadiradze: I dlitsia mai: stikhotvoreniia i poemy. Khudozhestvennaia literatura, Moskva 1981.
- Galaktion Tabidze: Ten Poems. Ganatleba, Tbilisi 1975.
- Galaktion Tabidze: Stihotvoreniâ. Sovetskii pisatel, Moskva/Leningrad 1983.
- Titsian Tabidze: Stichotvorenija: perevod s gruzinskogo. Moskva 1960.
- Titsian Tabidze: Stikhotvoreniya i poemy. Sovetskii pisatel, Moskva/Leningrad 1964.
- Titsian Tabidze: Avtoportret: izbrannye stikhotvoreniia i poemy. Vsemirnoe slovo, Sankt-Petersburg 1995. ISBN 5-86442-012-3.